# Microgale principula
Microgale principula là một loài động vật có vú thuộc họ Tenrecidae. Nó là loài đặc hữu của Madagascar. Môi trường sinh sống tự nhiên của nó là rừng đất thấp ẩm ướt nhiệt đới hoặc cận nhiệt đới hoặc rừng núi cao nhiệt đới hoặc cận nhiệt đới. Nó bị đe dọa mất môi trường sinh sống.

## Hình ảnh

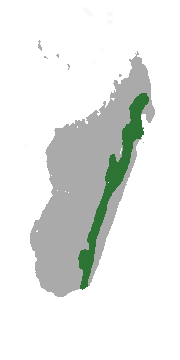